# Tretoppen
Tretoppen är en bergstopp i Antarktis. Den ligger i Östantarktis. Australien gör anspråk på området. Toppen på Tretoppen är 1 770 meter över havet.
Terrängen runt Tretoppen är varierad. Trakten är obefolkad. Det finns inga samhällen i närheten.